# Rikhel
Rikhel (en persan : ريخل romanisé en Rīkhel) est un village de la province de Kermanshah en Iran. Lors du recensement de 2006, sa population était de 36 habitants pour 8 familles.